# Siuyu
Siuyu ist ein Verwaltungsbezirk (englisch Ward) des Distrikts Ikungi in der tansanischen Region Singida.

## Geografie
Siuyu ist ein Bezirk im nördlichen Zentralteil von Tansania etwa 20 Kilometer Luftlinie südöstlich der Regionshauptstadt Singida. Bei der Volkszählung 2022 lebten 9924 Menschen in 1837 Haushalten auf einer Fläche von 81 Quadratkilometern.
Der Bezirk grenzt im Nordwesten und im Westen an den Distrikt Singida MC, im Norden und im Osten an den Distrikt Singida DC und sonst an zwei Bezirke des Distrikts Ikungi:
| Unyambwa    | Mughamo                                     |       |
| Unyamikumbi | Kompassrose, die auf Nachbargemeinden zeigt | Mgori |
|             | Mungaa                                      | Kikio |

## Gliederung
Der Bezirk besteht aus drei Gemeinden (swahili Mtaa) mit 15 Orten (Kitongoji):

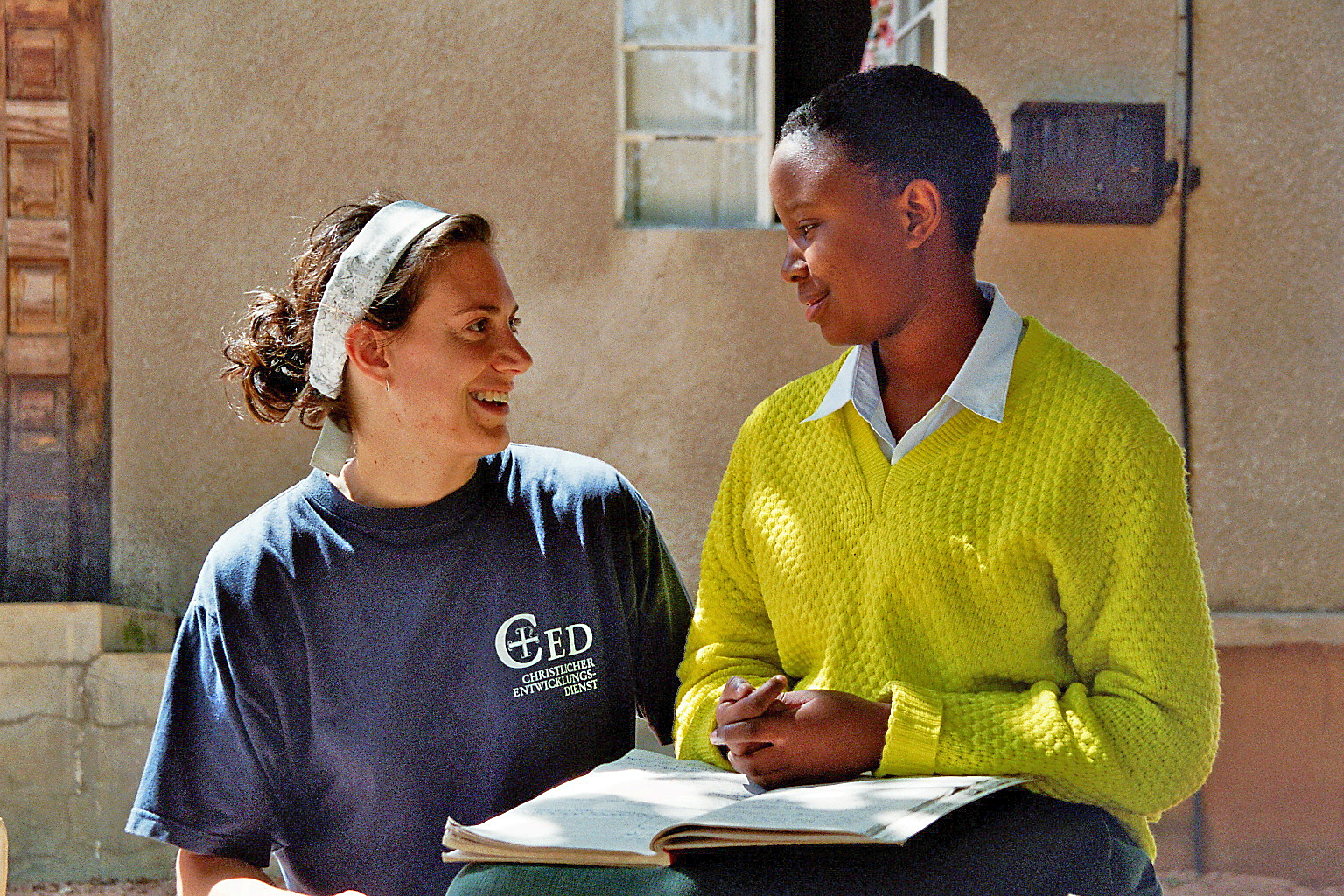
Helferin und Schülerin der Pallotti-Schule

| Siuyu - Siuyu - Urimi - Ngaghe - Nali - Siuyu Madukani - Dadaa - Migheghea - Makanka | Makotea - Makotea - Mighanga | Unyankanya - Maweni - Mundabi - Munini - Misimbwa - Itaghata |

## Wirtschaft und Infrastruktur
- Landwirtschaft: Die sandigen Böden im Bezirk eignen sich zur Beweidung während der Regenzeit, trocknen dann aber rasch aus. Es werden 5000 Rinder, 3000 Ziegen, 2000 Schafe und 14.000 Hühner gehalten (Stand 2016).[8]
- Bildung: Im Bezirk liegen zwei weiterführende Schulen.[9] Die Siuyu Secondary School ist eine staatliche Tagesschule bis zur 4. Stufe,[10] die Pallotti Girls Secondary School ist eine 1995 von der römisch-katholischen Kirche geführte Internatsschule mit einer Ausbildung bis zur 6. Stufe.[11][12]
- Gesundheit: In den Gemeinden Makotea[13] und Unyankanya[14] befindet sich je eine staatliche Apotheke, in Siuyu eine von der römisch-katholischen Kirche betriebene Apotheke.[15] Das ebenfalls von den Pallottinern geleitete Kinderrehabilitationszentrum bietet Physio- und Ergotherapie für behinderte Kinder.[16]

## Archäologische Funde
Im Jahr 2016 wurden in Siuyu Felsmalereien und ein Felsunterstand mit archäologischen Artefakten aus der Spätsteinzeit entdeckt. Bei Grabungen 2021 kamen mehrere menschliche Überreste, darunter ein vollständiger Homo sapiens-Schädel zum Vorschein.